# Banksolpium
Genre
Banksolpium est un genre de pseudoscorpions de la famille des Olpiidae.

## Distribution
Les espèces de ce genre sont endémiques du Brésil.

## Liste des espèces
Selon Pseudoscorpions of the World (version 3.0) :
- Banksolpium magnum Muchmore, 1986
- Banksolpium modestum (Banks, 1909)

## Étymologie
Ce genre est nommé en l'honneur de Nathan Banks.

## Publication originale
- Muchmore, 1986 : Redefinition of the genus Olpiolum and description of a new genus Banksolpium (Pseudoscorpionida, Olpiidae). Journal of Arachnology, vol. 14, no 1, p. 83-92 (texte intégral).